# Comuna Supranivka, Pidvolociîsk
Supranivka (în ucraineană Супранівка) este o comună în raionul Pidvolociîsk, regiunea Ternopil, Ucraina, formată din satele Korșîlivka, Rosohuvateț și Supranivka (reședința).

## Demografie
Componența lingvistică a comunei Supranivka
     Ucraineană (99,77%)
     Alte limbi (0,23%)
Conform recensământului din 2001, majoritatea populației comunei Supranivka era vorbitoare de ucraineană (99,77%), existând în minoritate și vorbitori de alte limbi.